# Antonio Fernández-Galiano Campos
Antonio Fernández-Galiano Campos (Madrid, 7 d'abril de 1957) és un empresari espanyol. Fill del polític Antonio Fernadez-Galiano Fernández. Actualment és el president d'Unidad Editorial, càrrec que ocupa des de 2011.

## Biografia
Va cursar els seus estudis bàsics en el col·legi de Santa María de los Rosales a Aravaca (Madrid). Més tard, es va llicenciar en dret a la Universitat Complutense de Madrid. També té un màster en assessoria jurídica d'empreses per l'Institut d'Empresa de Madrid i un programa de direcció general per l'IESE a Madrid.
Va començar la seva vida professional al Banc Central, on va treballar durant sis anys. També ha estat professor de dret Civil a la Universitat CEU San Pablo. Més tard, va formar part de l'equip empresarial d'Unedisa, companyia editorial del diari El Mundo en la qual va entrar com a director gerent a principis dels anys noranta. Des que va entrar a formar part d'El Mundo ha dirigit altres projectes, com la creació de l'operadora de telecomunicacions Sky Point, de la qual va ser president.
L'any 2004 va ser designat director general d'Unedisa. Un any més tard va ser nomenat conseller delegat d'Unidad Editorial (pertanyent al grup italià de comunicació RCS MediaGroup) i de totes les seves filials, càrrec que va ocupar fins al 2011. Va reemplaçar en aquest càrrec a Giorgio Valerio, que va continuar com a membre del consell d'administració d'Unedisa a Itàlia. Mentre va ser conseller delegat d'Unedisa, es va completar la compra i fusió del Grupo Recoletos, la qual cosa va donar lloc a Unidad Editorial. L'any 2011 va ser nomenat president d'Unidad Editorial, en substitució de Carmen Iglesias.

### Altres càrrecs
- Conseller d'OJD.
- Conseller de RCS Quotidiani.
- Membre del consell d'administració del Grup RCS MediaGroup.
- President de Veo Televisión.
- Membre del consell d'administració d'Ifra.
- President d'AEDE (2009-actualitat).[4] Va substituir en el càrrec Pilar de Yarza.
- President d'Uteca (2012-actualitat).[5] Va substituir en el càrrec José Miguel Contreras, conseller delegat de La Sexta.

## Premis i reconeixements
- Comanador de l'Orde de l'Estel de la Solidaritat Italiana (2008).[6]
- Medalla d'Or del Diario de Burgos (2011).[7]